# Ptinus texanus
Ptinus texanus is een keversoort uit de familie klopkevers (Ptinidae). De wetenschappelijke naam van de soort werd in 1903 gepubliceerd door Maurice Pic.